# Годишњак Факултета безбедности
Годишњак Факултета безбедности је научни часопис (М53) у којем се објављују научни и стручни чланци из уже научне области наука безбедности, као и текстови из других друштвених наука и дисциплина, ако се у њима теоријски или емпиријски обрађују безбедносна питања или проблеми у вези са истраживањима у области безбедности.
Часопис излази једном годишње и у њему се објављују оригинални научни чланци, прегледни чланци, научне критике и полемике, осврти и прикази.

## Историјат Годишњака

### Зборник Факултета одбране и заштите (1995—1999)
На Факултету одбране и заштите Универзитета у Београду 1995. године покренут је Зборник који је за циљ имао афирмисање издавачке делатности тадашњег факултета кроз објављивање научних и стручних радова наставника и сарадника запослених на Факултету. Зборник је објављиван на сваке две године и садржао је радове из области безбедности, одбране и заштите, али је обухватао и друге теме које су се изучавале у склопу наставног плана тадашњег Факултета одбране и заштите: узроци оружаних сукоба, међународно ратно право, еколошке кризе, сарадња у безбедности, пословна заштита и слично.
Узимајући у обзир тадашње друштвене околности у којима је Факултет одбране и заштите радио у смањеном капацитету без јасне слике будуће улоге у систему високог образовања, Зборник је послужио и као форум за разматрање могућности и перспектива решавања статуса Факултета, па је у издању из 1997. године дискутовано о основама трансформације Факултета, предлогу будућег наставног плана Факултета и о модалитетима школовања стручних кадрова за цивилну заштиту и управљање заштитом животне средине.
Године 1999. објављен је последњи број Зборника Факултета одбране и заштите под овим називом, и у његов садржај први пут су, поред научних и стручних чланака, уврштени прикази докторских дисертација и магистарских теза одбрањених на Факултету, као и монографија и уџбеника у склопу издавачке делатности Факултета. Крајем исте године објављен је и Тематски зборник Факултета одбране и заштите посвећен анализи узрока и последица НАТО агресије на тадашњу Савезну Републику Југославију.

### Зборник радова Факултета цивилне одбране/Факултета безбедности (2000—2007)
Након повратка у пун капацитет рада, усвајања новог наставног плана и промене имена у Факултет цивилне одбране, 2000. године наставља се објављивање Зборника, и то на годишњем нивоу. У првом издању под овим називом уводни чланци били су посвећени ревитализацији струке и трансформацији Факултета, анализи мотивационих профила кандидата за упис на Факултет, као и савременим концепцијама цивилне одбране у систему опште одбране.
У овом броју је, поред 16 научних чланака наставника и сарадника Факултета цивилне одбране, објављено и шест приказа докторских дисертација и магистарских теза одбрањених на Факултету, као и седам приказа најновијих монографија и уџбеника у издању Факултета. У наредних седам издања Зборника у просеку је објављивано 25 научних и стручних чланака, док су прикази проширени и на актуелна монографска издања других издавача.

### Годишњак Факултета безбедности (2008-данас)
Од 2008. године и промене назива, нови Годишњак Факултета безбедности, по узору на издања других факултета и универзитета, постаје серијска публикација категорисана као научни часопис (М53) за друштвено-хуманистичке науке.
Током последњих осам година излажења Годишњака, у њему је објављено преко 120 научних и стручних чланака, а по први пут су, поред наставника и сарадника Факултета, међу ауторима заступљени и студенти докторских, мастер и основних студија Факултета безбедности.

## Индексирање у базама података
Часопис је категорисан према категоризацији Министарство просвете, науке и технолошког развоја Републике Србије и има категорију научног часописа (М53).

## Електронски облик часописа
Приступ садржају електронског облика часописа „Годишњака Факултета безбедности“ је отвореног типа на званичном сајту Факултета безбедности.

## Уредници
Од промене назива 2008. године, часопис је променио неколико уредника:
- Проф. др Владимир Јаковљевић (2008. године)
- Доц. др Жељко Бралић (2009—2011. године)
- Проф. др Владимир Јаковљевић (2012—2014. године)
- Проф. др Божидар Бановић (2015-до данас)

## Редакцијски одбор
Чланови редакцијског одбора су запослени и професори факултета и чине га:
- Проф. др Владимир Јаковљевић
- Проф. др Слађана Ђурић
- Проф. др Ивица Ђорђевић
- Проф. др Милица Бошковић
- Доц. др Зоран Јефтић
- Доц. др Вања Роквић
- Доц. др Младен Милошевић
- Доц. др Горан Мандић